# Donegal Airport
Donegal Airport (iriska: Aerfort Dhún na nGall) är en flygplats i republiken Irland. Den ligger i den norra delen av landet, 230 km nordväst om huvudstaden Dublin. Donegal Airport ligger 3 meter över havet.